# Hoplopheromerus allochrous
Hoplopheromerus allochrous är en tvåvingeart som beskrevs av Shi 1993. Hoplopheromerus allochrous ingår i släktet Hoplopheromerus och familjen rovflugor.
Artens utbredningsområde är Guizhou (Kina). Inga underarter finns listade i Catalogue of Life.